# Reprezentacja Irackiego Kurdystanu w piłce nożnej mężczyzn
Reprezentacja Irackiego Kurdystanu w piłce nożnej – drużyna piłkarska reprezentująca Iracki Kurdystan. Zespół nie jest członkiem FIFA ani AFC, ale jest członkiem organu NF-Board.
Zespół uczestniczył w finałach VIVA World Cup 2008 i ostatecznie zajął 4. miejsce. W 2011 r. Iracki Kurdystan był VIVA World Cup.

## Mecze oficjalne (VIVA World Cup 2008)
- Kurdystan -  Sapmi 2:2
- Kurdystan -  Prowansja 3:0
- Kurdystan -  Padania 1:2
- Kurdystan -  Aramejczycy 0:0
- Kurdystan -  Sapmi 1:3

## Team 2009[1]
- (GK) Ghafur Othman - Brusk
- (GK) Serdar Ali - Ararat
- (GK) Abdulhaq Ismael - Serwani Nwe
- Sabah Hasib - Serwani Nwe
- Ahmed Shukur - Arbil FC
- Karsaz Mohamed - Serwani Nwe
- Herdi Siamand - Brusk
- Amanj Omer - Peshmerga S.
- Karzan Abdullah - Brusk
- Ferhad Sediq - Peris
- Mohammed Hamaxan - Brusk
- Walid Yasin - Hendrin
- Ali Aziz - Ararat
- Azad Ahmed - Duhok
- Ahmed Mohamed - Ararat
- Ibrahim Abbas - Sawra
- Mustafa Kamil - Sulimaniya
- Guman Omer - Sawra
- Burhan Abdul-Karim - Sulimaniya
- Hawash Qadir - Kirkuk
- Persiar Abdulrida - Serwani Nwe
- Ramzi Salih - Kirkuk